# Aralia nudicaulis
L'Aralia nudicaulis és una planta amb flors de la família de les araliàcies.

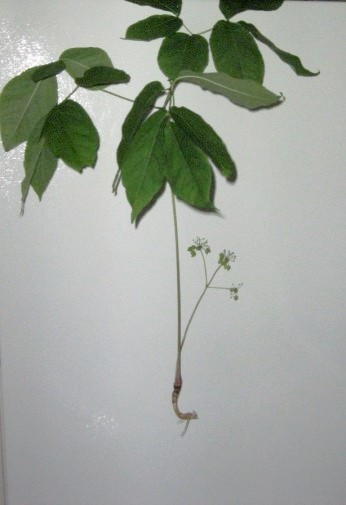
Aspecte general

És nativa d'Amèrica del Nord septentrional i oriental que fa de 30 a 60 cm amb un rizoma traçant subterrani. A la primavera el rizoma subterrani produeix les fulles compostes que són grans i finament dentades.
Un estudi realitzat l'any 2006 sobre cèl·lules HeLa mostrà que un extret del rizoma d'A. nudicaulis pot resultar eficaç per a lluitar contra el càncer del coll de l'úter.